# ソビエト食料人民委員会
ソビエト食料人民委員会 (ロシア語: Народный комиссариат продовольствия СССР) は、ソビエト連邦の中央国家機関である。ソビエト連邦成立に関する条約に基づいて1922年12月に結成された。1925年に解散した。
略称でナルコンプロド (Наркомпрод) と呼ばれていた。
極東におけるソビエト初の警備船ナルコンプロド・ブリュハノフは唯一の委員長だったニコライ・パブロビッチ・ブリュハノフに由来して1923年に命名された。

## 食品人民委員会
- 1923 - 1924 - ニコライ・パブロビッチ・ブリュハノフ (1878-1938)